# Большой Паозер
Большой Паозер — река в Костромской области России, протекает по территории Поназыревского и Шарьинского районов. Устье реки находится в 34 км от устья Большой Шанги по левому берегу. Длина реки составляет 30 км, площадь водосборного бассейна — 165 км².
Исток расположен в заболоченном лесу в 18 км к северо-западу от Поназырева. Река течёт на северо-запад по ненаселённому заболоченному лесному массиву.

## Данные водного реестра
По данным государственного водного реестра России относится к Верхневолжскому бассейновому округу, водохозяйственный участок реки — Ветлуга от истока до города Ветлуга, речной подбассейн реки — Волга от впадения Оки до Куйбышевского водохранилища (без бассейна Суры). Речной бассейн реки — (Верхняя) Волга до Куйбышевского водохранилища (без бассейна Оки).
Код объекта в государственном водном реестре — 08010400112110000041721.

### Притоки
(указано расстояние от устья)
- 21 км: река Морозовка (пр)